# المعهد الأمريكي للرياضيات
المعهد الأمريكي للرياضيات (بالإنجليزية: American Institute of Mathematics)‏ ويختصر إلى (AIM) أسس في عام 1994 من قبل جون فراي ويقع في بالو ألتو، كاليفورنيا. قام بتمويله من البداية فراي ومنذ العام 2002 أصبح واحد من سبعة مؤسسات رياضياتية ممولة من قبل المؤسسة الوطنية الأمريكية للعلوم
براين كونري كان مديرا لهذا المعهد حتى عام 1997، ثم بعد ذلك أصبحت إدارته مشتركة بين كل من هيلين مور ودايفيد فارمر.
الهدف الأولي من تأسيس هذا المعهد هو تحديد وحل المسائل الرياضياتية الهامة، بالأساس تم تجميع مجموعة صغيرة من كبار علماء الرياضيات لحل المسائل الرياضياتية الضخمة مثل حدسية بيرك وسوينرتون-ديير، يدير المعهد برنامجا مكثفا على مدار الأسبوع وورش عمل عن المواضيع الراهنة في البحوث الرياضياتية. هذه الورش تعتمد على دورات تفاعلية للمسائل.
يقوم المعهد الأمريكي للرياضيات بطرح عدد من الجوائز المرموقة للزمالة لمدة خمس سنوات، للحصول على شهادة الدكتوراة في حقل الرياضيات البحتة، وتبلغ هذه الزمالة في الوقت الراهن 4000 دولا شهريًا ولمدة 60 شهر، كما يرعى المعهد بعض المسابقات الرياضياتية المحلية وأيضا لقاء سنوي للنساء الرياضياتات.

## رعاية الأبحاث
قام المعهد الأمريكي للرياضيات برعاية العديد من الأبحاث في الرياضيات الأساسية لمسائل عالية الأهمية في العديد من حقول الرياضيات. بعض هذه الأبحاث هو:

## التوافقيات
- مبرهنة المخطط الكامل perfect graph theorem - تمت برهنتها في عام 2003 من قبل ماريا تشودنوفسكي، نايل روبرتسون، باول سيمور وروبين توماس.
- حدسية هادفايغر Hadwiger's conjecture، هو بحث من قبل نايل روبرتسون وباول سايمور.

## نظرية التمثيل
فهرس عن زمر لاي، ومشروع ضخم لحساب التمثيلات الأحادية لزمر لاي.

## وصلات خارجية
- المعهد الأمريكي للرياضيات